# Goodea atripinnis
Goodea atripinnis és una espècie de peix de la família dels goodèids i de l'ordre dels ciprinodontiformes que habita al riu Ayuquila (conca del riu Lerma, estat de Guanajuato, Mèxic).
És un peix d'aigua dolça, de clima subtropical (18 °C-24 °C) i demersal inofensiu per als humans.
Els mascles poden assolir 8 cm de longitud total i les femelles 12.